# Ikke-cellet liv
Ikke-cellet liv (latin acytota, aphanobionta) er semilivsformer som eksisterer uden en celle. Ikke-cellet liv omfatter virus. Udover virus kan andre semilivsformer også inkluderes: Viroider, satellitter, transposoner, plasmider, phagemider, cosmider, fosmider, nanober og prioner.
Virus er en lille partikel, som består af et stykke DNA eller RNA, ofte pakket ind i et capsid (proteinkapsel) og evt. en plasmamembran.
- Wikimedia Commons har flere filer relateret til Ikke-cellet liv

| Biologi | Spire Denne artikel om biologi er en spire som bør udbygges. Du er velkommen til at hjælpe Wikipedia ved at udvide den. |